# Magaldo di Man
Magaldo, in latino Magaldus (in mannese Maughold, ma noto anche come Mawgan e  Meugan) (... – V secolo), fu un monaco e poi un vescovo gallese di origini irlandesi, venerato santo dalla Chiesa cattolica e patrono dell'Isola di Man.

## Biografia
Non è stata tramandata alcuna Vita scritta di Mawgan o Meugan. I dati biografici di un vescovo gallese di tale nome sono piuttosto scarsi. Alcune notizie provengono dalle prime Vitae di san Patrizio, secondo le quali egli era un pirata sanguinario convertito da Patrizio e bandito dalla nativa Irlanda come penitenza per la sua condotta. Raggiunta l'isola di Man, sarebbe stato accolto da missionari inviati colà da san Patrizio. 
Secondo altre fonti, invece, "egli era figlio di Gwyndaf Hein ab Emry Llydaw e Gwenonwy: fu monaco dapprima a Cor Illtyd a Llantwit, quindi a Cor Dyfrig (Caerleon-on-Usk), dove suo padre era superiore; infine si ritirò a Bardsey". 
Sorge il dubbio legittimo che su tratti di due personaggi differenti che la tradizione locale ha poi fuso in uno: anche la successiva diffusione del culto sembra distinguere un Mawgan prevalentemente rappresentato in dediche di chiese e toponimi in Cornovaglia e Bretagna, e un Meugan nel Galles. Tuttavia, come è successo per altri santi, non si può escludere che da un originale culto si siano differenziate tradizioni locali con specifiche differenti. 
Inoltre bisogna aggiungere che un uomo santo, Mawgan ('Maucan') o Meugan ('Moucan'), è menzionato per inciso nella vita di san Cadog (fine dell'XI secolo), intervenuto in una disputa tra Cadog e il re Maelgwn di Gwynedd; e un "monastero di Mawgan" è menzionato nella vita di san David (fine dell'XI secolo). 
Da questi scarne informazioni e da una serie di tradizioni locali si può dedurre che Magaldo avrebbe dapprima vissuto come eremita nella parte nord-orientale dell'isola di Man; sarebbe poi stato eletto vescovo dalla popolazione alla morte dei missionari irlandesi, per i meriti acquisiti; avrebbe proseguito proficuamente l'opera di evangelizzazione dell'isola; sarebbe morto intorno al 498.

## Culto
Già nella metà del VI secolo ebbe un culto diffuso nel Galles. La varietà di forme in cui si ritrova il suo nome è anche indizio del diffondersi del suo culto in Cornovaglia ed in Armorica.
La memoria liturgica di san Magaldo ricorre il 27 aprile.
(Martirologio Romano)